# Liga de Campeones de Hockey sobre Hielo 2022-23
 La Liga de Campeones de Hockey sobre Hielo 2022-23 será la octava temporada del torneoeuropeo más importante de hockey sobre hielo. Será disputada por 32 equipos, clasificados por su desempeño en sus ligas nacionales. Las seis ligas fundadoras estarán representadas por entre tres y cinco equipos (basándose en una clasificación previa), mientras que siete "ligas desafiantes" estarán representadas por un equipo cada una.

## Equipos participantes
Un total de 32 equipos de distintas ligas europeas participarán en el torneo. Contando a los campeones de la Copa Continental y un invitado: Olimpija Ljubljana, 24 equipos de las seis ligas fundadoras y los campeones nacionales de Dinamarca, Francia, Reino Unido, Noruega, Polonia, Eslovaquia y Eslovenia. Los equipos bielorrusos no fueron admitidos debido a la actual situación política de Bielorrusia respecto a la invasión, mientras que el campeón ucraniano –HC Donbass— tuvo que negarse a participar, siendo reemplazado por el campeón esloveno: Olimpija Ljubljana.
Los criterios de clasificación se basan en lo siguiente:
1. Campeón defensor
2. Campeón de Liga (eliminación directa)
3. Mejor clasificado de liga (tabla general)
4. Segundo clasificado de liga (tabla general)
5. Tercer clasificado de liga (tabla general)
6. Cuarto clasificado de liga (tabla general)
7. Quinto clasificado de liga (tabla general)

Nota: Sin embargo, el campeón de Reino Unido es definido por puntos. 

### Equipos
El 12 de enero de 2022 se decidió que la temporada 2021-22 no se contabilizaría para realizar los coeficientes, sino el previo a la temporada 2019-20 para asignar plazas del presente torneo.
| Participantes  | Participantes          | Participantes       | Participantes      |
| -------------- | ---------------------- | ------------------- | ------------------ |
| Rögle BK       | EV Zug                 | Eisbären Berlín     | Tappara Tamperen   |
| Färjestad      | Friburgo-Gottéron      | Red Bull Múnich     | Jukurit            |
| Luleå HF       | ZSC Lions              | Grizzlys Wolfsburgo | Tamperen Ilves     |
| Skellefteå AIK | Rapperswil-Jona Lakers | Straubing Tigers    | TPS Turku          |
| Frölunda       | Davos                  | Belfast Giants      | Aalborg Pirates    |
| Oceláři Třinec | Red Bull Salzburgo     | Brûleurs de Loups   | GKS Katowice       |
| Mountfield HK  | Villach                | Slovan Bratislava   | MKS Cracovia       |
| Sparta Praga   | Fehérvár AV19          | Stavanger Oilers    | Olimpija Ljubljana |

## Sorteo y fechas
El cronograma de la competencia es el siguiente.
| Fase           | Ronda            | Fecha del sorteo   | Ida                           | Vuelta                        |
| -------------- | ---------------- | ------------------ | ----------------------------- | ----------------------------- |
| Fase de grupos | Jornada 1        | 25 de mayo de 2022 | 1 y 2 de septiembre de 2022   | 1 y 2 de septiembre de 2022   |
| Fase de grupos | Jornada 2        | 25 de mayo de 2022 | 3 y 4 de septiembre de 2022   | 3 y 4 de septiembre de 2022   |
| Fase de grupos | Jornada 3        | 25 de mayo de 2022 | 8 y 9 de septiembre de 2022   | 8 y 9 de septiembre de 2022   |
| Fase de grupos | Jornada 4        | 25 de mayo de 2022 | 10 y 11 de septiembre de 2022 | 10 y 11 de septiembre de 2022 |
| Fase de grupos | Jornada 5        | 25 de mayo de 2022 | 4 y 5 de octubre de 2022      | 4 y 5 de octubre de 2022      |
| Fase de grupos | Jornada 6        | 25 de mayo de 2022 | 11 y 12 de octubre de 2022    | 11 y 12 de octubre de 2022    |
| Fase final     | Octavos de final | por confirmar      | 15 y 16 de noviembre de 2022  | 22 y 23 de noviembre de 2022  |
| Fase final     | Cuartos de final | por confirmar      | 6 y 7 de diciembre de 2022    | 13 de diciembre de 2022       |
| Fase final     | Semifinales      | por confirmar      | 10 y 11 de enero de 2023      | 17 y 18 de enero de 2023      |
| Fase final     | Final            | por confirmar      | 18 de febrero de 2023         | 18 de febrero de 2023         |

## Fase de grupos
En la fase de grupos, los equipos se dividen en 8 grupos de 4 equipos cada uno. Cada equipo jugará un partido de local y otro de visita contra sus tres rivales. Tras 6 jornadas, los dos mejores equipos de cada grupo clasificarán a los octavos de final..
El sorteo se llevó a cabo en Tampere, Finlandia, a las 16:00 CEST .

### Bombos
Los equipos fueron ubicados en 4 bombos según su desempeño en sus ligas y la posición de su liga respecto a este torneo. Al campeón defensor —Rögle BK— se le otorgó una plaza automática en el bombo uno. Además de lo anterior, el bombo uno albergó a los campeones de las seis ligas fundadoras y el ganador de la fase regular de la liga suiza. Los 16 equipos restantes de las ligas fundadoras se colocaron en los bombos 2 y 3. El cuarto bombo incluyó a los campeones de las siete ligas desafiantes y a MKS Cracovia, ganador de la Copa Continental 2021-22.
| Bombo 1                                                                                        | Bombo 2 | Bombo 3                                                                                           | Bombo 4 |
| ---------------------------------------------------------------------------------------------- | --- | ------------------------------------------------------------------------------------------------- | --- |
| Rögle BK Färjestad BK EV Zug Eisbären Berlín Tápara Oceláři Třinec Red Bull Salzburgo Lulea HF | HC Friburgo-Gottéron Red Bull Múnich Jukurit Mountfield HK Villach SV Skellefteå AIK ZSC Lions Grizzlys Wolfsburgo | Ilves Sparta Praga Fehérvár AV19 Frölunda HC Rapperswil-Jona Lakers Straubing Tigers TPS HC Davos | Belfast Giants Bruleurs de Loups Slovan Bratislava Stavanger Oilers GKS Katowice Aalborg Pirates Olimpia Ljubljiana MKS Cracovia |

### Grupo A
| Equipo          | Pts. | PJ | PG | PGE | PPE | PP | GF | GC | DG  |
| --------------- | ---- | -- | -- | --- | --- | -- | -- | -- | --- |
| Luleå HF        | 17   | 6  | 5  | 1   | 0   | 0  | 22 | 11 | +11 |
| Jukurit         | 12   | 6  | 4  | 0   | 0   | 2  | 22 | 15 | +7  |
| Aalborg Pirates | 4    | 6  | 1  | 0   | 1   | 4  | 10 | 21 | -11 |
| Sparta Praga    | 3    | 6  | 1  | 0   | 0   | 5  | 15 | 22 | -7  |

### Grupo B
| Equipo              | Pts. | PJ | PG | PGE | PPE | PP | GF | GC | DG  |
| ------------------- | ---- | -- | -- | --- | --- | -- | -- | -- | --- |
| EV Zug              | 17   | 6  | 5  | 1   | 0   | 0  | 27 | 9  | +18 |
| Grizzlys Wolfsburgo | 13   | 6  | 4  | 0   | 1   | 1  | 25 | 16 | +9  |
| TPS Turku           | 6    | 6  | 2  | 0   | 0   | 4  | 13 | 23 | -10 |
| Olimpija Ljubljana  | 0    | 6  | 0  | 0   | 0   | 6  | 8  | 26 | -17 |

### Grupo C
| Equipo                 | Pts. | PJ | PG | PGE | PPE | PP | GF | GC | DG  |
| ---------------------- | ---- | -- | -- | --- | --- | -- | -- | -- | --- |
| Tappara Tamperen       | 15   | 6  | 4  | 1   | 1   | 0  | 20 | 9  | +11 |
| Red Bull Múnich        | 12   | 6  | 3  | 1   | 1   | 1  | 21 | 15 | +6  |
| Rapperswil-Jona Lakers | 9    | 6  | 2  | 1   | 1   | 2  | 19 | 19 | 0   |
| Slovan Bratislava      | 0    | 6  | 0  | 0   | 0   | 6  | 9  | 26 | -17 |

### Grupo D
| Equipo        | Pts. | PJ | PG | PGE | PPE | PP | GF | GC | DG  |
| ------------- | ---- | -- | -- | --- | --- | -- | -- | -- | --- |
| Rögle BK      | 17   | 6  | 5  | 1   | 0   | 0  | 26 | 12 | +16 |
| ZSC Lions     | 11   | 6  | 3  | 0   | 2   | 1  | 23 | 12 | +11 |
| Fehérvár AV19 | 6    | 6  | 2  | 0   | 0   | 4  | 9  | 23 | -14 |
| GKS Katowice  | 2    | 6  | 0  | 1   | 0   | 5  | 10 | 21 | -11 |

### Grupo E
| Equipo             | Pts. | PJ | PG | PGE | PPE | PP | GF | GC | DG |
| ------------------ | ---- | -- | -- | --- | --- | -- | -- | -- | -- |
| Friburgo-Gottéron  | 14   | 6  | 4  | 1   | 0   | 1  | 12 | 5  | +7 |
| Red Bull Salzburgo | 8    | 6  | 0  | 3   | 2   | 1  | 12 | 12 | 0  |
| Stavanger Oilers   | 8    | 6  | 2  | 0   | 2   | 2  | 10 | 15 | -5 |
| Tamperen Ilves     | 6    | 6  | 1  | 1   | 1   | 3  | 12 | 14 | -2 |

### Grupo F
| Equipo           | Pts. | PJ | PG | PGE | PPE | PP | GF | GC | DG  |
| ---------------- | ---- | -- | -- | --- | --- | -- | -- | -- | --- |
| Straubing Tigers | 15   | 6  | 5  | 0   | 0   | 1  | 24 | 11 | +13 |
| Färjestad        | 12   | 6  | 4  | 0   | 0   | 2  | 25 | 12 | +13 |
| MKS Cracovia     | 6    | 6  | 2  | 0   | 0   | 4  | 13 | 23 | -10 |
| Villach          | 3    | 6  | 1  | 0   | 0   | 5  | 10 | 26 | -16 |

### Grupo G
| Equipo            | Pts. | PJ | PG | PGE | PPE | PP | GF | GC | DG  |
| ----------------- | ---- | -- | -- | --- | --- | -- | -- | -- | --- |
| Mountfield HK     | 15   | 6  | 5  | 0   | 0   | 1  | 29 | 17 | +12 |
| Frölunda          | 15   | 6  | 5  | 0   | 0   | 1  | 34 | 16 | +18 |
| Eisbären Berlín   | 6    | 6  | 2  | 0   | 0   | 4  | 21 | 29 | -8  |
| Brûleurs de Loups | 0    | 6  | 0  | 0   | 0   | 6  | 15 | 37 | -22 |

### Grupo H
| Equipo         | Pts. | PJ | PG | PGE | PPE | PP | GF | GC | DG  |
| -------------- | ---- | -- | -- | --- | --- | -- | -- | -- | --- |
| Skellefteå AIK | 14   | 6  | 4  | 1   | 0   | 1  | 23 | 14 | +9  |
| Davos          | 12   | 6  | 4  | 0   | 0   | 2  | 23 | 15 | +8  |
| Oceláři Třinec | 8    | 6  | 2  | 0   | 2   | 2  | 16 | 18 | -2  |
| Belfast Giants | 2    | 6  | 0  | 1   | 0   | 5  | 10 | 25 | -15 |

### Criterios de desempate de la fase de grupos
Se otorgan 3 puntos por victoria en tiempo regular, 2 puntos por victoria en tiempo extra, 1 punto por derrota en tiempo extra y 0 puntos por derrota en tiempo regular. Si dos o más equipos empatan en puntos, se tomarán en cuenta los siguientes criterios de desempate:
1. Puntos obtenidos en los partidos directos entre los equipos involucrados.
2. Diferencia de goles obtenidos en los partidos directos entre los equipos involucrados.;
3. Goles marcados en los partidos directos entre los equipos involucrados.
4. Mayor número de goles anotados en un solo partido en los dos partidos jugados entre los equipos.
5. Mayor número de goles anotados en series de shootouts entre los dos equipos anotados
6. Si existen más de dos equipos empatados, se aplican los criterios 1, 2 y 3.
7. Si más de dos equipos están empatados; y después de los criterios 1, 2 y 3, un grupo de equipos sigue empatados y los criterios de diferencia de goles, goles anotados y resultados de encuentros directos ya han sido aplicados, se aplica la regla del equipo mejor clasificado:
8. El equipo con mejor posición en el ranking de la competencia de la temporada anterior.
9. Diferencia de goles en todos los partidos de grupo;
10. Goles marcados en todos los partidos de grupo;
11. Victorias en el tiempo reglamentario en todos los partidos de grupo;
12. Victorias en tiempo extra en todos los partidos del grupo;
13. Derrotas en tiempo extra en todos los partidos del grupo.

## Fase eliminatoria

### Octavos de final
| Equipo 1          | Agr.   | Equipo 2             | Ida   | Vuelta |
| ----------------- | ------ | -------------------- | ----- | ------ |
| Mountfield HK     | 7 - 6  | Färjestad Karlstad   | 3 - 4 | 4 - 3  |
| EV Zug            | 10 - 2 | Red Bull München     | 5 - 1 | 5 - 1  |
| Rögle Ängelholm   | 6 - 4  | Red Bull Salzburg    | 1 - 3 | 5 - 1  |
| Tappara Tampere   | 3 - 2  | HC Davos             | 1 - 0 | 2 - 2  |
| Friburgo-Gottéron | 2 - 3  | Jukurit              | 1 - 2 | 1 - 1  |
| Luleå HF          | 5 - 3  | Grizzlyes Wolfsburgo | 2 - 1 | 3 - 2  |
| Skellefteå AIK    | 9 - 5  | Lions Zúrich         | 4 - 1 | 5 - 4  |
| Straubing Tigers  | 2 - 7  | Frölunda Gotemburgo  | 2 - 3 | 0 - 4  |

### Cuartos de final
| Equipo 1        | Agr.  | Equipo 2            | Ida   | Vuelta |
| --------------- | ----- | ------------------- | ----- | ------ |
| Mountfield HK   | 3 - 4 | EV Zug              | 2 - 2 | 1 - 2  |
| Rögle Ängelholm | 4 - 7 | Tappara Tamperen    | 3 - 2 | 1 - 5  |
| Jukurit         | 2 - 8 | Luleå HF            | 1 - 3 | 1 - 5  |
| Skellefteå      | 3 - 4 | Frölunda Gotemburgo | 2 - 4 | 1 - 0  |

### Semifinales
| Equipo 1 | Agr.  | Equipo 2            | Ida   | Vuelta |
| -------- | ----- | ------------------- | ----- | ------ |
| EV Zug   | 2 - 5 | Tappara Tamperen    | 0 - 2 | 2 - 3  |
| Luleå HF | 6 - 5 | Frölunda Gotemburgo | 4 - 3 | 2 - 2  |

### Final
| 18 de febrero de 2023 | Luleä HF                       | 2:3 (0:2, 0:0, 2:1) | Tappara Tampere                      | Coop Norrbotten Arena, Lulea              |                                           |
|                       | Gustaffson 52' · Tyrväinen 57' |                     | 1' Tannus · 7' Ojamäki · 41' Lehterä | Árbitro(s): Miroslav Štolc André Schrader | Árbitro(s): Miroslav Štolc André Schrader |

## Estadísticas

### Máximos anotadores
| Pos | Jugador          | Equipo          | Goles | Asistencias | Puntos |
| --- | ---------------- | --------------- | ----- | ----------- | ------ |
| 1   | Ryan Lasch       | Frölunda        | 7     | 15          | 22     |
| 2   | Brian O'Neill    | EV Zug          | 6     | 11          | 17     |
| 3   | Juhani Tyrväinen | Luleå           | 5     | 9           | 14     |
| 4   | Niko Ojamäki     | Tappara Tampere | 8     | 5           | 13     |
| 5   | Rickard Hugg     | Skellefteå      | 7     | 5           | 12     |
| 6   | Zach Boychuk     | Eisbären Berlin | 8     | 3           | 11     |
| 7   | Enzo Corvi       | HC Davos        | 5     | 6           | 11     |
| 8   | Kevin Klíma      | Mountfield HK   | 5     | 5           | 10     |
| 9   | Adam Tambellini  | Rögle           | 4     | 6           | 10     |
| 10  | Marcus Nilsson   | Färjestad       | 1     | 9           | 10     |